# Samantha Richards
Samantha Jane Richards (ur. 24 lutego 1983 w Melbourne) – australijska koszykarka grająca na pozycji rozgrywającej (PG). Reprezentantka kraju. Była zawodniczka polskiego klubu Ford Germaz Ekstraklasy - AZS PWSZ Gorzów Wielkopolski.

## Kluby
- 2006-2007  Dandenong Rangers
- 2007-2008  Perth Lynx
- 2008-2011  AZS PWSZ Gorzów Wielkopolski

## Osiągnięcia
- Ford Germaz Ekstraklasa 2008/2009

klub:  AZS PWSZ Gorzów Wielkopolski -  medal
- Ford Germaz Ekstraklasa 2009/2010

klub:  AZS PWSZ Gorzów Wielkopolski -  medal
- Ford Germaz Ekstraklasa 2010/2011

klub:  AZS PWSZ Gorzów Wielkopolski –  medal
- Mistrzostwa świata 2010

gospodarz:  Czechy - 5 miejsce